# Muhammad Tawfiq Nasim Pasha
Muhammad Tawfiq Nasim Pasha, född 30 juni  1874 i Kairo, Egypten, död 8 mars 1938 i Kairo, Egypten, var Egyptens regeringschef perioderna: 
- 20 maj 1920–16 mars 1921
- 30 november 1922–15 mars 1923
- 15 november 1934–30 januari 1936.

1. 1 2  Khayr al-Din al-Zirikli, الأعلام : قاموس تراجم لأشهر الرجال والنساء من العرب والمستعربين والمستشرقين, 15:e utgåvan, vol. 6, Dar El-Ilm Lilmalayin, 2002, s. 66, läs online, läs online och läs online.[källa från Wikidata]